# Pityuserna
Pityuserna (katalanska: Pitiüses) är en spansk ögrupp i Medelhavet som ingår i ögruppen Balearerna. Pityuserna består av Ibiza (katalanska: Eivissa), Formentera, Isla de sa Ferradura samt mindre öar i närheten av dessa.